# Ашшур-надін-аххе II
Ашшур-надін-аххе II (аккад. «Ашшур, який дає братів») — правитель міста Ашшур (бл. 1402 — 1392 до н. е.). Син Ашшур-рім-нішешу, племінник Ашшур-бел-нішешу. Проводив політику зближення з Єгиптом, з яким він вів широку торгівлю, поставляючи в Єгипет лазурит і отримуючи звідти золото.
| Попередник       | Цар Ассирії              | Наступник    |
| ---------------- | ------------------------ | ------------ |
| Ашшур-рим-нишешу | бл. 1402 — 1392 до н. е. | Еріба-Адад I |